# سارا کارتر
سارا کارتر (انگلیسی: Sarah Carter؛ زادهٔ ۳۰ اکتبر ۱۹۸۰) یک هنرپیشه اهل کانادا است.
از فیلم‌ها یا برنامه‌های تلویزیونی که وی در آن نقش داشته است می‌توان به مقصد نهایی ۲، پناهگاه و ایمی اشاره کرد.